# Tegnérkyrka

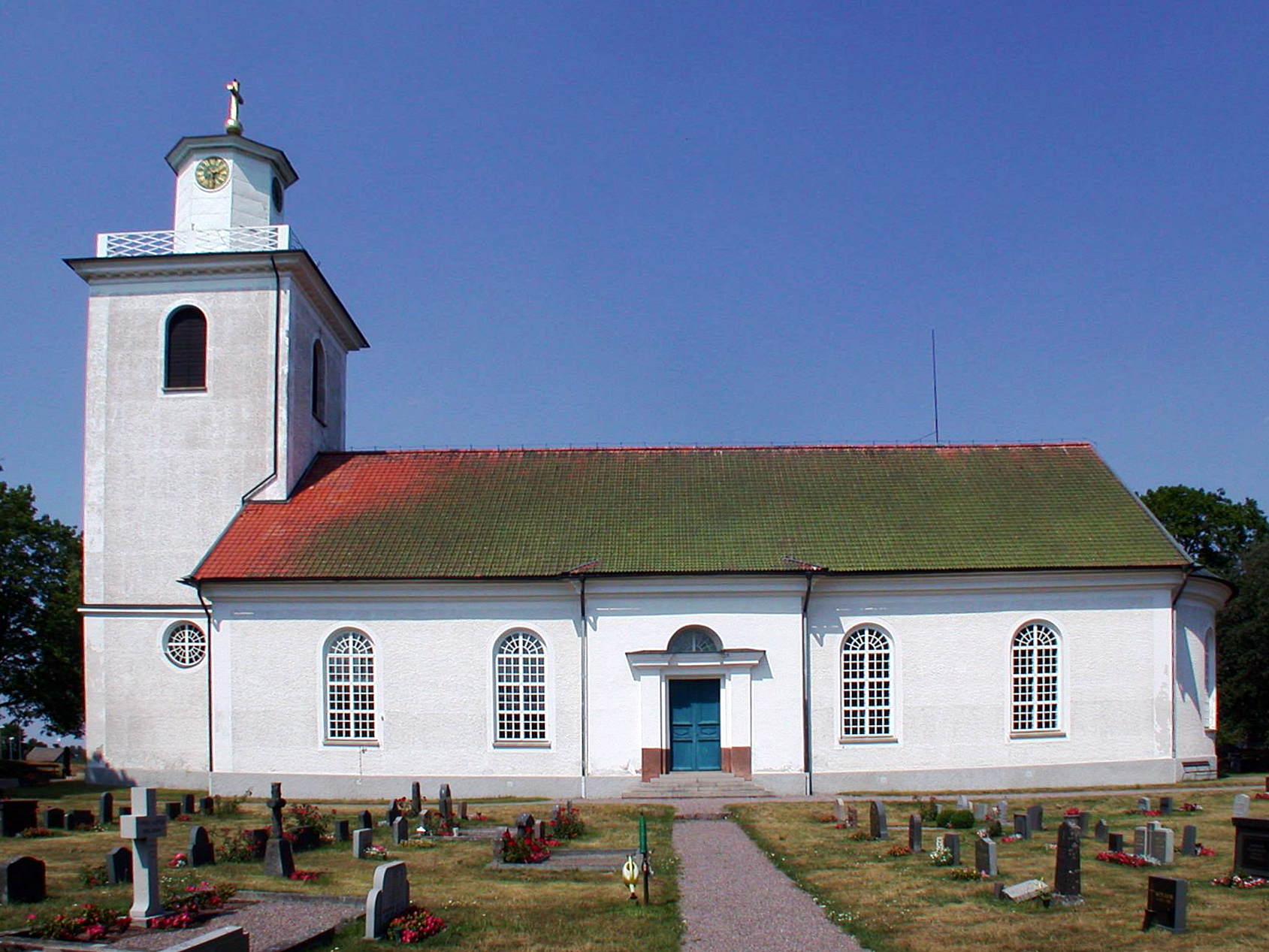
Tegnérkyrkan Bäckebo kyrka i Småland från 1847.

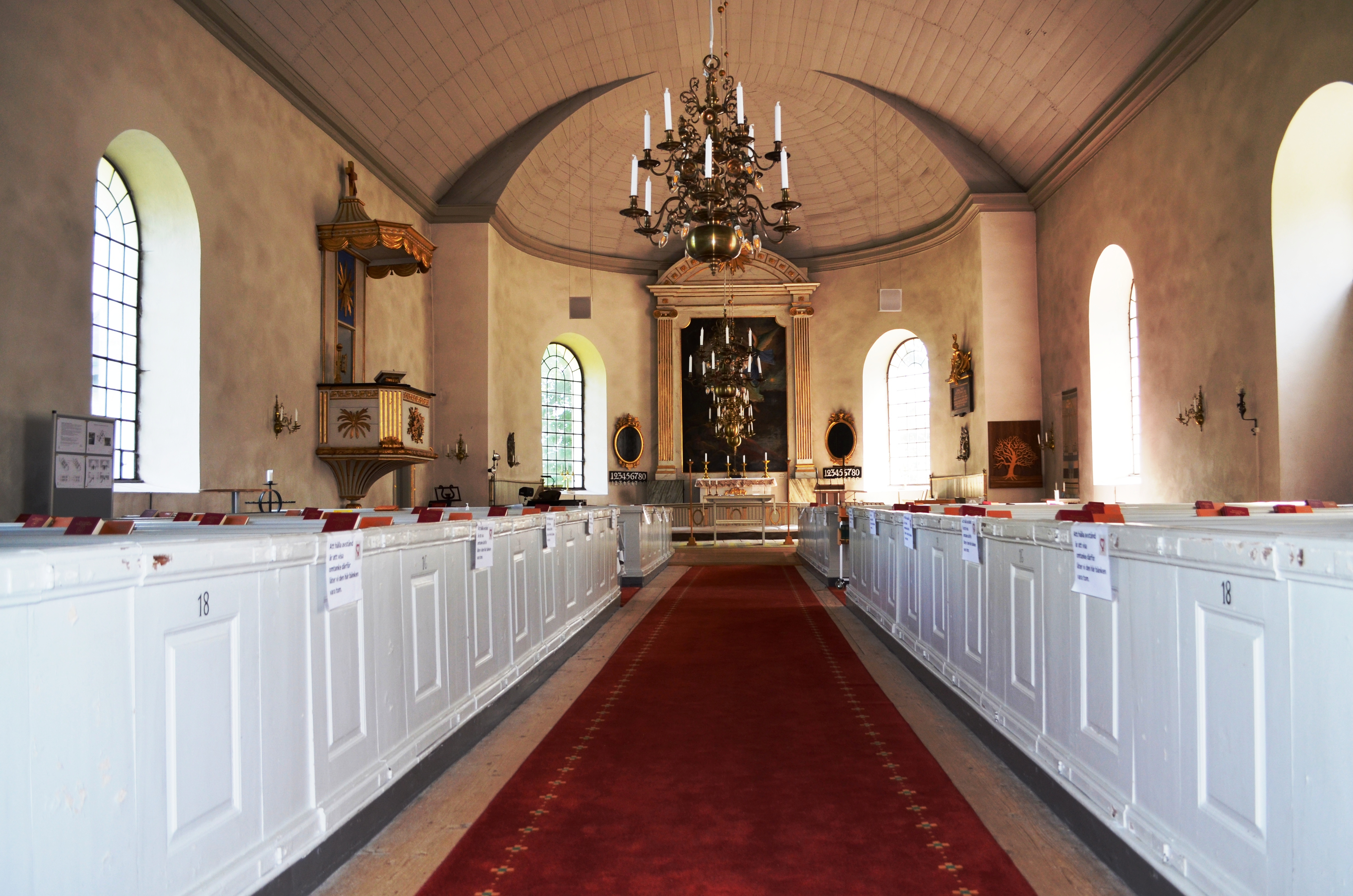
Rappestads kyrka i Östergötland med en ovanligt välbevarad interiör typisk för det tidiga 1800-talet.

En Tegnérkyrka eller Tegnérlada (nedsättande) är en folklig benämning på den typ av mycket rymliga, enkla och ljusa landsbygdskyrkor i nyklassisk stil som växjöbiskopen Esaias Tegnér förespråkade under de första decennierna av 1800-talet. Begreppet blev vanligast i Småland. Syftet var bland annat att de skulle rymma hela socknens vuxna befolkning, vilket blev akut efter den stora befolkningsökningen i Sverige under 1800-talets första hälft.
Cirka 600 äldre kyrkor, ofta medeltidskyrkor i trä, revs och ersattes av de nya kyrkorna under perioden från 1760 till 1860. Inte sällan var allmogen skeptiska till byggnadsprojekten utifrån både ekonomiska aspekter och traditionsbundenhet. Detta ledde ofta till att planerna bestreds och förhalades samt att Tegnérkyrkornas utformning "bantades" i förhållande till de ursprungliga arkitektvisionerna som kommit från centralt håll.
Trots att de utgör ett väldigt typiskt inslag i den svenska landskapsbilden och har skönhetskvaliteter i sig blev de så kallade Tegnérladorna aldrig särskilt populära i breda befolkningslager och började småningom utsmyckas rikt på sätt som påminde om de äldre kyrkorna de ersatte. De stora salarna skapades även med musik och koralsång i åtanke och det var ofta i samband med deras byggnation som en socken införskaffade sin första orgel. Numer finns det extremt få Tegnérkyrkor kvar som är invändigt oförändrade sedan de byggdes då man ofta har målat om dem i varmare färger och förändrat fönstren för att få dovare ljus.

### Fotnoter
1. 1 2  Dick Harrison (24 januari 2018). ”Medeltidskyrkorna offrades i rivningshysterin” (på svenska). Svenska Dagbladet. https://www.svd.se/a/ka3nqX/medeltidskyrkorna-offrades-i-rivningshysterin. Läst 8 augusti 2022.
2. ↑  Mikael Mogren (11 mars 2009). ”Nyklassicismens fula ankungar”. Tidningen Kulturen. Arkiverad från originalet den 14 december 2014. https://web.archive.org/web/20141214023118/http://www.tidningenkulturen.se/artiklar/litteratur/litteratur-portraett/4174-nyklassicismens-fula-ankungar. Läst 21 oktober 2015.
3. 1 2  ”"Tegnérlador" - kyrkor byggda 1760 - 1860”. https://www.diva-portal.org/smash/get/diva2:1720356/FULLTEXT01.pdf. Läst 5 april 2024.